# Demografia del Kirghizistan
I dati sulla demografia del Kirghizistan comprendono statistiche su densità abitativa, etnia, livello di istruzione, sanità, condizione economica, affiliazioni religiose e altri aspetti della popolazione del Kirghizistan.
Nel 2025 la popolazione stimata del Kirghizistan era di 7300000 abitanti, con un tasso di crescita dell'1,5%. L'età mediana è di 25 anni e l'aspettativa di vita è attualmente di circa 72 anni. La gran parte del paese è rurale e ha una densità di 37 abitanti al chilometro quadrato. Dal punto di vista etnico, il Kirghizistan è caratterizzato da una netta maggioranza di kirghisi (77,6%), affiancata da minoranze di uzbeki (14,2%) e russi (4,1%). Sono presenti anche comunità più piccole di dungani, uiguri, tagichi e kazaki. Le lingue ufficiali sono il kirghiso e il russo, usato principalmente negli ambienti amministrativi. Sul piano religioso, circa il 90% della popolazione si identifica con l'Islam sunnita.

## Etnie
| Gruppo etnico | censimento 1926 | censimento 1926 | censimento 1939 | censimento 1939 | censimento 1959 | censimento 1959 | censimento 1970 | censimento 1970 | censimento 1979 | censimento 1979 | censimento 1989 | censimento 1989 | censimento 1999 | censimento 1999 | censimento 2009 | censimento 2009 | censimento 2013 | censimento 2013 | censimento 2014 | censimento 2014 |
| Gruppo etnico | Numero          | %               | Numero          | %               | Numero          | %               | Numero          | %               | Numero          | %               | Numero          | %               | Numero          | %               | Numero          | %               | Numero          | %               | Numero          | %               |
| ------------- | --------------- | --------------- | --------------- | --------------- | --------------- | --------------- | --------------- | --------------- | --------------- | --------------- | --------------- | --------------- | --------------- | --------------- | --------------- | --------------- | --------------- | --------------- | --------------- | --------------- |
| Kirghisi      | 661 171         | 66,6            | 754 323         | 51,7            | 836 831         | 40,5            | 1 284 773       | 43,8            | 1 687 382       | 47,9            | 2 229 663       | 52,4            | 3 128 147       | 64,9            | 3 804 788       | 71,0            | 4 099 433       | 72,3            | 4 193 850       | 72,6            |
| Uzbeki        | 110 463         | 11,1            | 151 551         | 10,4            | 218 640         | 10,6            | 332 638         | 11,3            | 426 194         | 12,1            | 550 096         | 12,9            | 664 950         | 13,8            | 768 405         | 14,3            | 816 219         | 14,4            | 836 065         | 14,4            |
| Russi         | 116 436         | 11,7            | 302 916         | 20,8            | 623 562         | 30,2            | 855 935         | 29,2            | 911 703         | 25,9            | 916 558         | 21,5            | 603 201         | 12,5            | 419 583         | 7,8             | 375 438         | 6,6             | 369 939         | 6,4             |
| Dungani       | 6 004           | 0,6             | 5 921           | 0,4             | 11 088          | 0,5             | 19 837          | 0,7             | 26 661          | 0,8             | 36 928          | 0,9             | 51 766          | 1,1             | 58 409          | 1,1             | 62 966          | 1,1             | 64 565          | 1,1             |
| Uiguri        | 7 540           | 0,8             | 9 412           | 0,6             | 13 757          | 0,7             | 24 872          | 0,8             | 29 817          | 0,8             | 36 779          | 0,9             | 46 944          | 1,0             | 48 543          | 0,9             | 51 389          | 0,9             | 52 456          | 0,9             |
| Tagiki        | 2 667           | 0,3             | 10 670          | 0,7             | 15 221          | 0,7             | 21 927          | 0,7             | 23 209          | 0,7             | 33 518          | 0,8             | 42 636          | 0,9             | 46 105          | 0,9             | 49 046          | 0,8             | 50 174          | 0,8             |
| Turchi        | 44              | 0,0             | 33              | 0,0             | 542             | 0,0             | 3 076           | 0,1             | 5 160           | 0,1             | 21 294          | 0,5             | 33 327          | 0,7             | 39 133          | 0,7             | 40 443          | 0,7             | 40 953          | 0,7             |
| Kazaki        | 1 766           | 0,2             | 23 925          | 1,6             | 20 067          | 1,0             | 21 998          | 0,8             | 27 442          | 0,8             | 37 318          | 0,9             | 42 657          | 0,9             | 33 198          | 0,6             | 33 368          | 0,5             | 33 701          | 0,5             |
| Tatari        | 4 902           | 0,5             | 20 017          | 1,4             | 56 209          | 2,7             | 68 827          | 2,3             | 71 744          | 2,0             | 70 068          | 1,6             | 45 438          | 0,9             | 31 424          | 0,6             | 28 334          | 0,5             | 28 059          | 0,4             |
| Ucraini       | 64 128          | 6,5             | 137 299         | 9,4             | 137 031         | 6,6             | 120 081         | 4,1             | 109 324         | 3,1             | 108 027         | 2,5             | 50 442          | 1,0             | 21 924          | 0,4             | 15 527          | 0,2             | 14 485          | 0,2             |
| Coreani       | 9               | 0,0             | 508             | 0,0             | 3 622           | 0,2             | 9 404           | 0,3             | 14 481          | 0,4             | 18 355          | 0,4             | 19 784          | 0,4             | 17 299          | 0,3             | 16 753          | 0,2             | 16 807          | 0,2             |
| Azeri         | 3 631           | 0,4             | 7 724           | 0,5             | 10 428          | 0,5             | 12 536          | 0,4             | 17 207          | 0,5             | 15 775          | 0,4             | 14 014          | 0,3             | 17 267          | 0,3             | 18 516          | 0,3             | 18 946          | 0,3             |
| Curdi         | -               |                 | 1 490           | 0,1             | 4 783           | 0,2             | 7 974           | 0,3             | 9 544           | 0,3             | 14 262          | 0,3             | 11 620          | 0,2             | 13 171          | 0,3             | -               | -               | -               | -               |
| Tedeschi      | 4 291           | 0,4             | 11 741          | 0,8             | 39 915          | 1,9             | 89 834          | 3,1             | 101 057         | 2,9             | 101 309         | 2,4             | 21 471          | 0,4             | 9 487           | 0,2             | 8 645           | 0,1             | 8 563           | 0,1             |
| Ceceni        | 1               | 0,0             | 7               | 0,0             | 25 208          | 1,2             | 3 391           | 0,1             | 2 654           | 0,1             | 2 873           | 0,1             | 2 612           | 0,1             | 1 875           | 0,0             | 1 737           | 0,0             | 1 719           | 0,0             |
| Bielorussi    | 333             | 0,0             | 1 520           | 0,1             | 4 613           | 0,2             | 6 868           | 0,2             | 7 676           | 0,2             | 9 187           | 0,2             | 3 208           | 0,1             | 1 394           | 0,0             | 1 070           | 0,0             | 1 029           | 0,0             |
| Ebrei         | 318             | 0,0             | 1 895           | 0,1             | 8 607           | 0,4             | 7 677           | 0,3             | 6 836           | 0,2             | 6 005           | 0,1             | 1 571           | 0,0             | 604             | 0,0             | 501             | 0,0             | 491             | 0,0             |
| Altri         | 9 300           | 0,9             | 17 261          | 1,2             | 35 713          | 1,7             | 41 157          | 1,4             | 44 741          | 1,3             | 49 740          | 1,2             | 50 770          | 1,1             | 43 300          | 0,8             | 39 577          | 0,6             | 40 545          | 0,7             |
| Totale        | 993 004         | 993 004         | 1 458 213       | 1 458 213       | 2 065 837       | 2 065 837       | 2 932 805       | 2 932 805       | 3 522 832       | 3 522 832       | 4 257 755       | 4 257 755       | 4 822 938       | 4 822 938       | 5 362 793       | 5 362 793       | 5 663 133       | 5 663 133       | 5 776 570       | 5 776 570       |